# Yvette Cauchois
Yvette Cauchois (n. 19 decembrie 1908, Paris, Franța – d. 19 noiembrie 1999, Paris, Franța) a fost o fiziciană franceză, cunoscută pentru contribuțiile aduse la spectroscopia și optica razelor X.

## Biografie
Yvette Cauchois a absolvit liceul la Paris, apoi și-a făcut studiile superioare la Facultatea de Științe a Universității din Paris, unde a obținut în 1928 licența în științe fizice. În laboratorul de chimie fizică al lui Jean Perrin, a studiat fluorescența soluțiilor, obținând în 1930 diploma de studii superioare. S-a consacrat apoi spectroscopiei de raze X, obținând în 1933, la vârsta de 24 de ani, doctoratul în științe fizice.

### Cariera academică
Și-a continuat cariera de cercetător la Caisse nationale des sciences, apoi la Caisse nationale de la recherche scientifique, devenind în 1939 maître de recherche la Centre national de la recherche scientifique. În 1938 și-a început cariera univesitară la Facultatea de Științe din Paris ca șef de lucrări la laboratorul de chimie fizică. În 1945 a fost numită conferențiar de chimie fizică; în 1948 a devenit profesor iar în 1954 profesor titular al catedrei de chimie fizică și totodată director al laboratorului de chimie fizică. La reorganizarea din 1971, Facultatea de Științe a Universității din Paris a fost transferată la Universitatea Pierre și Marie Curie (Universitatea Paris VI). Yvette Cauchois s-a pensionat în 1978, rămânând profesor emerit până în 1983.

### Lucrări științifice
În anii 1934–1935 a studiat spectrele de emisie L ale platinei, mercurului și wolframului, precum și spectrul K al cuprului. A elaborat un tip nou de spectrograf, adaptând metode tehnice din spectroscopie și optică la studiul razelor X. Spectrograful de raze X inventat de Yvette Cauchois a fost utilizat de Horia Hulubei, lucrând în laboratorul lui Jean Perrin, la identificarea elementelor cu numere atomice 87, 93 și 85, încă lipsă din tabelul periodic al elementelor dar presupuse a exista în natură ca urme. Identificările făcute de Hulubei-Cauchois au fost contestate, pe drept sau pe nedrept, iar numele propuse de ei (respectiv moldaviu, sequaniu și dor) nu au fost adoptate; elementele respective sunt cunoscute astăzi sub denumirile franciu, neptuniu și astatin. A realizat și cercetări asupra elementului poloniu, în colaborare cu Horia Hulubei și Sonia Cotelle.

## Decesul
A încetat din viață la Paris, în vârstă de 90 de ani, în urma unei pneumonii contractate în timpul unei vizite în România, la mănăstirea Bârsana, unde a cerut să fie înmormântată.

## Premii și decorații
Rezultatele cercetărilor efectuate de Yvette Cauchois i-au adus numeroase premii și distincții. A primit Premiul Ancel al Societății Franceze de Fizică (1933) și patru premii ale Academiei de Științe: Premiul Henri Becquerel (1935), Premiul Girbal Baral (1936), Premiul Jérôme Ponti (1942), Premiul Triossi (1946). A fost distinsă cu Medalia Societății Cehoslovace de Spectroscopie (1974), cu Medalia de Aur a Universității din Paris (1987) și cu titlul de Doctor Honoris Causa al Universității din București (1993).
Decorațiile acordate de statul francez i-au adus titlurile de Comandor al Ordinului Palmes académiques, Ofițer al Ordinului Național Legiunea de Onoare și Ofițer al Ordinului Național de Merit.